# Saltholm
Saltholm („Só-sziget”) egy sziget a Dániát Svédországtól elválasztó Øresund szorosban. Amager szigetétől keletre, közigazgatásilag a dániai Tårnby község területén fekszik. 7 km hosszú és 3 km széles. Tengerszint feletti magassága sehol nem haladja meg az 5 métert, ezért a tartós keleti szél által keltett dagály gyakran elárasztja.
A sziget madárrezervátumként működik, három lakosának feladata a fészkelés számára megfelelő körülmények biztosítása.

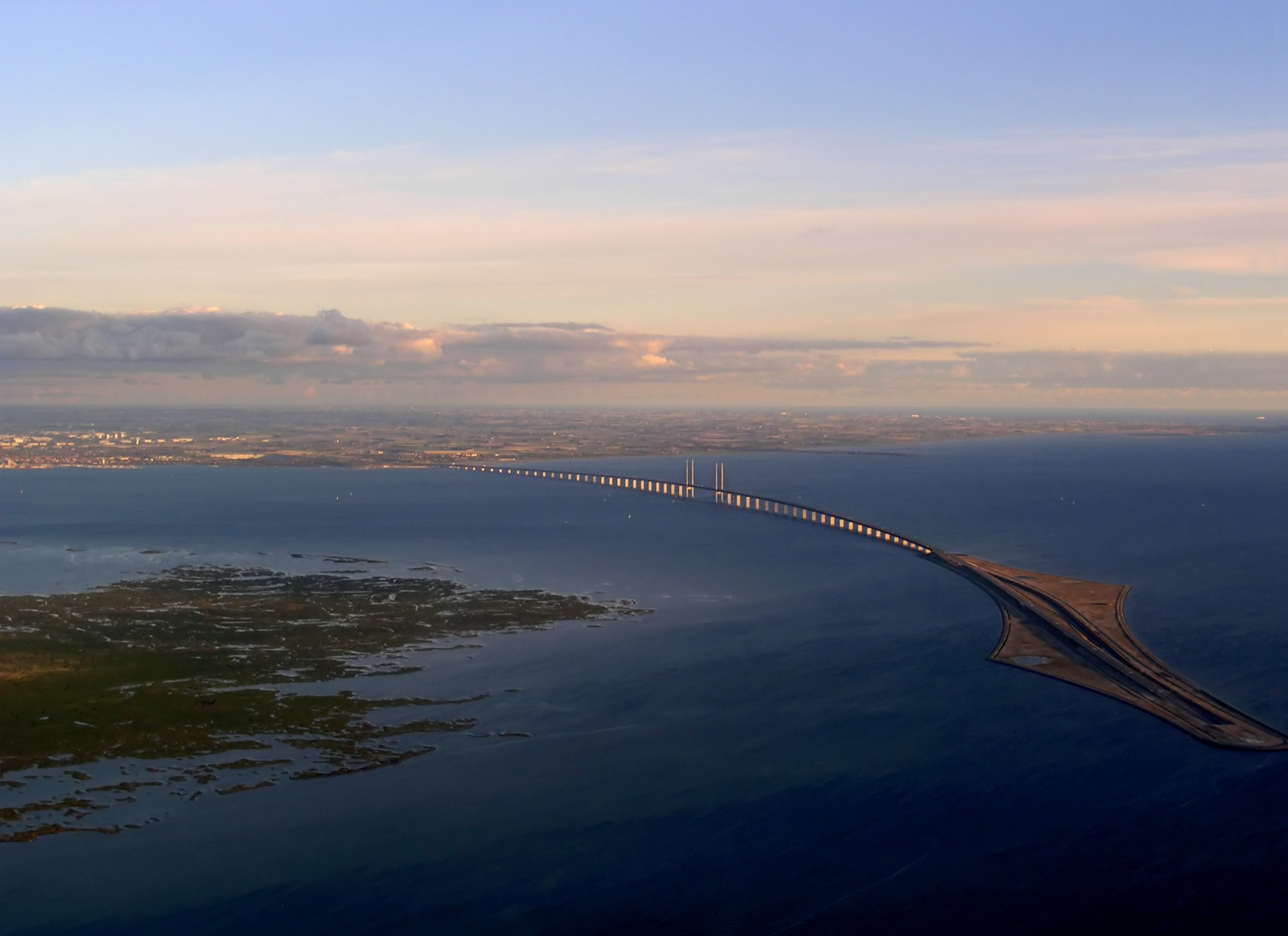
Az Øresund híd, a kép jobb szélén Peberholm, a bal szélén Saltholm

Saltholm a középkor óta lakott. 1709 és 1711 között, amikor a közeli Koppenhága pestis- és kolerajárványoktól szenvedett, karanténként működött. 1915-ben a főváros védelmét biztosító ágyúkat helyeztek el itt.
1941-ben felmerült, hogy itt épüljön meg Koppenhága repülőtere. A terveket végül a lakosság tiltakozása miatt 1979-ben elvetették. Saltholmtól délre fekszik Peberholm, az Øresund híd részét képező mesterséges sziget, amelyet Saltholm élővilágának megkímélése érdekében építettek.